# West Pawlet
West Pawlet es un lugar designado por el censo ubicado en el condado de Rutland en el estado estadounidense de Vermont. En el Censo de 2020 tenía una población de 220 habitantes y una densidad poblacional de 196,43 habitantes por km². Fue incluido como CDP en el censo de 2020.

## Geografía
West Pawlet se encuentra ubicado en las coordenadas 43°21′14″N 73°15′07″O / 43.35389, -73.25194. Según la Oficina del Censo de los Estados Unidos,  tiene una superficie total de 1,12 km², de la cual 1,11 km² corresponden a tierra firme y 0,01 km² a agua.